# Дім дракона (1-й сезон)
Перший сезон фентезійного драматичного серіалу «Дім дракона», прем'єра якого відбулася на каналі HBO 21 серпня 2022 року, складається з 10 епізодів і є екранізацією книги Джорджа Р. Р. Мартіна «Вогонь і кров».

## Сюжет
Король Вестероса Візеріс I Таргарієн організовує лицарський турнір, щоб відсвяткувати швидке народження довгоочікуваного спадкоємця чоловічої статі. Але його дружина Еймма вмирає під час пологів, а невдовзі вмирає і дитина. Мала Рада пропонує королю призначити спадкоємцем рідного брата Деймона чи єдину дочку Рейніру. Король виганяє з Королівської Гавані свого брата після того, як дізнається від своєї правиці Отто Хайтауера, що Деймон глузливо відгукувався про його померлого сина, а спадкоємицею призначає Рейніру.
Через півроку Візеріс вирішує одружитися вдруге і бере за дружину Алісент Гайтауер (дочку Отто), чим сильно ображає лорда Корлиса Веларіона, який хотів видати за короля свою дочку. За рік у них народжується хлопчик Ейгон. Але, незважаючи на давню традицію спадкування за чоловічою лінією, король не змінює свого рішення і залишає спадкоємицею Рейніру. Деймон повертається до столиці та мириться з братом. Але незабаром Візеріс знову виганяє його, після того, як дізнається, що Деймон загравав з Рейнірою. А доньці наказує вийти заміж за Лейнора Веларіона, сина лорда Корлиса, щоб уникнути скандалу та примирити два великі будинки. Знаючи про гомосексуальність Лейнора, Рейніра укладає з ним угоду, за якою вони народять короні спадкоємця, але заведуть собі коханців.
Минає десять років. У Рейніри народжується третій син від капітана міської варти Харвіна Стронга. Так як у жодного із синів Рейніри немає зовнішніх рис властивих будинкам Таргарієнів і Веларіонів, всі здогадуються, що вони — байстрюки, але Візерис відкидає будь-які звинувачення на адресу дочки. Лицар Королівської Гвардії і вірний союзник леді Алісенти сір Крістон Коль провокує Харвіна Стронга, натякаючи на те, що діти принцеси — від нього. Після бійки сір Харвін змушений залишити столицю. Уражена Рейніра переїжджає в Драконячий Камінь. Через якийсь час усі збираються в Дріфтмарку, родовому замку Веларіонів, на похороні Лейни Веларіон, дружини Деймона. Еймонд Таргарієн, другий син короля Візериса і леді Алісент, приручає дракониху Вхагар, що залишилася без наїзника після смерті Лейни. Незгодні з цим дочки Лейни і Деймона, а також сини Рейніри, чекають на нього біля воріт замку. Зв'язується бійка, в якій Еймонду виколюють око. Деймон і Рейніра інсценують загибель Лейнора, після чого одружуються, а Лейнор втікає зі своїм коханцем.
Через шість років всі знову збираються в Королівській Гавані для вирішення питання успадкування Дріфтмарку. Візеріс збирає всіх на вечерю, щоб примирити членів своєї сім'ї, оскільки у багатьох накопичилися образи за минулі роки. Незважаючи на сказані тости та компліменти, Еймонд провокує бійку із синами Рейніри. Тієї ж ночі, через якийсь час після відбуття Рейніри, король помирає. Отто Хайтауер та Мала Рада, які давно задумували посадити на трон сина Візериса, коронують Ейгона. Рейніру коронують на Драконячому Камені. Деймон готується до війни. Джекейріс та Люцеріс, сини Рейніри, вирушають на пошуки союзників. У Штормокраю, замку лорда Борроса Баратеона, Люцеріс зустрічає Еймонда. Після переговорів обоє на своїх драконах залишають замок. Еймонд переслідує Люцеріса, бажаючи налякати його. Несподівано дракон Люцеріса ослуховується вершника і обпалює Вхагара полум'ям. У відповідь розлючена дракониха, всупереч бажанню Еймонда, вбиває Люцеріса та його дракона. У Драконячому Камені Деймон повідомляє Рейніру про загибель сина.

## В ролях

### Основний склад
| - Патрік Консідайн — Візеріс I Таргарієн (9 епізодів) - Метт Сміт — Деймон Таргарієн (9 епізодів) - Олівія Кук — Алісент Гайтауер (4 епізоди) - Емма Д'Арсі — Рейніра Таргарієн (5 епізодів) - Ріс Іванс — Отто Хайтауер (9 епізодів) - Стів Туссен — Корлис Веларіон (6 епізодів) - Ів Бест — Рейніс Таргарієн (7 епізодів) - Соноя Мідзуно — Місарія (5 епізодів) - Фаб'єн Франкель — Крістон Коль (9 епізодів) - Міллі Алкок — юна Рейніра Таргарієн (5 епізодів) | - Емілі Кері — юна Алісент Гайтауер (5 епізодів) - Грем Мак-Тавіш — Гаррольд Вестерлінг (9 епізодів) - Меттью Нідхем — Ларіс Стронг (5 епізодів) - Джефферсон Холл — Тіланд Ланністер і Джейсон Ланністер (6 епізодів) - Гаррі Коллетт — Джекейріс Веларіон (2 епізоди) - Том Ґлінн-Карні — Ейгон II Таргарієн (2 епізоди) - Юен Мітчелл — Еймонд Таргарієн (3 епізоди) - Бетані Антонія — Бейла Веларіон (2 епізоди) - Фібі Кемпбелл — Рейна Веларіон (2 епізоди) - Фіа Сабан — Гелена Тарґарієн (2 епізоди) |

Примітка: Ріс Іванс не з'являється у 6 епізоді, але вказаний у титрах.

### Запрошені актори
| - Девід Горович — Великий мейстер Меллос (4 епізоди) - Білл Патерсон — Ліман Бісбері (7 епізодів) - Гевін Спокс — Ліонель Стронг (6 епізодів) - Елліотт Тіттенсор — Еррік Каргілл (4 епізоди) - Геррі Купер — Райам Редвін (1 епізод) - Френкі Вілсон — Ренділл Баррет (1 епізод) - Михайло Сен — Мікон (1 епізод) - Люк Тіттенсор — Аррік Каргілл (5 епізодів) - Гері Реймонд — Верховний Септон (2 епізоди) - Ендрю Бікнелл — хранитель драконів (2 епізоди) - Ентоні Фленаган — Стеффон Дарклін (3 епізоди) - Раян Корр — Харвін Стронг (4 епізоди) - Джонні Велдон — Семвелл (1 епізод) - Едвард Роу — Хоуленд Шарп (1 епізод) - Клеа Мартін — служниця (2 епізоди) - Кетрін Делані — нянька (2 епізоди) - Курт Егіяван — мейстер Орвіль (5 епізодів) - Пол Кеннеді — Джаспер Вайлд (3 епізоди) - Алексіс Рабен — Талія (4 епізоди) - Джордон Стівенс — Елінда Массі (3 епізоди) - Пол Хікі — Аллун Касвелл (3 епізоди) - Макс Вроттеслі — Лорент Марбранд (2 епізоди) - Мадді Еванс — Діана (1 епізод) - Саймон Чендлер — септон Юстас (1 епізод) - Ніна Баркер-Френсіс — Джейн (1 епізод) | - Сіан Брук — Еймма Аррен (1 епізод) - Майкл Картер — Джейєхеріс I Таргарієн (1 епізод) - Тай Теннант — юний Ейгон II Таргарієн (2 епізоди) - Лео Ештон — юний Еймонд Таргарієн (2 епізоди) - Іві Аллен — юна Хелейна Таргарієн (2 епізоди) - Шані Сметхерст — юна Бейла Таргарієн (2 епізоди) - Єва Оссі-Джернінг — юна Рейна Таргарієн (2 епізоди) - Філ Деніелс — мейстер Джерардіс (3 епізоди) - Меттью Карвер — Лейнор Веларіон у дитинстві (1 епізод) - Нова Фуейліс-Мозе — Лейна Веларіон у дитинстві (2 епізоди) - Віл Джонсон — Веймонд Веларіон (4 епізоди) - Тео Нейт — юний Лейнор Веларіон (2 епізоди) - Соллі МакЛеод — Джоффрі Лонмаут (2 епізоди) - Саванна Стейн — юна Лейна Веларіон (1 епізод) - Лео Харт — юний Джекейріс Веларіон (2 епізоди) - Харві Седлер — юний Люцеріс Веларіон (2 епізоди) - Джон Макміллан — Лейнор Веларіон (2 епізоди) - Нанна Блонделл — Лейна Веларіон (1 епізод) - Арті Фрушан — Кварл Коррі (2 епізоди) - Хакі Алі — мейстер Келвін (3 епізоди) - Сантьяго Андре — Джоффрі Веларіон (1 епізод) | - Стеффан Родрі — Хоберт Хайтауер (3 епізода) - Джуліан Льюїс Джонс — Боремунд Баратеон (2 епізода) - Девід Хаунслоу — Рикон Старк (1 епізод) - Деніел Скотт-Сміт — Крагхас Драхар (2 епізода) - Люсі Браєрс — Сейра Ланністер (2 епізода) - Джоанна Девід — Джоселін Редвін (1 епізод) - Алана Ремзі — Лінесса Хайтауер (2 серія) - Том Ешлі — Бретт Ланністер (1 епізод) - Кріс Девід Сторер — Хамфрі Бракен (1 епізод) - Гебріел Скотт — Джеррел Бракен (1 епізод) - Алфі Тодд — Віллем Блеквуд (1 епізод) - Пол Леонард — Берік Дондарріон (1 епізод) - Оуен Оукшотт — Герольд Ройс (1 епізод) - Рейчел Редфорд — Рея Ройс (1 епізод) - Дін Нолан — Реггіо Харатіс (1 епізод) - Міріам Люсія — леді Фелл (1 епізод) - Пол Клейтон — лорд Меррівезер (1 епізод) - Роджер Еванс — Боррос Баратеон (1 епізод) - Ніколас Джонс — Бартімос Селтігар (1 епізод) - Майкл Елвін — Саймон Стонтон (1 епізод) |

Примітка: Девід Горович і Білл Патерсон не з'являються в 3 епізоді, але вказані в титрах.

## Епізоди
| № серії | Назва серії                                      | Режисер(и)         | Сценарист(и)                | Оригінальна дата показу | Глядачів U.S. (млн) |
| --- | ------------------------------------------------ | ------------------ | --------------------------- | ----------------------- | ------------------- |
| 1 | «Спадкоємці Дракона» The Heirs of the Dragon     | Мігель Сапочник    | Раян Кондал                 | 21 серпня 2022          | 9.986               |
| Дія відбувається за понад 170 років до народження Данерис Таргарієн. Старий король Джаегерис I Таргарієн скликає Велику раду, щоб обрати спадкоємця, бо обидва його сини мертві. Лорди Вестеросу вибирають старшого онука Джаегериса, принца Візеріса, замість його старшої онуки, принцеси Реніс. Через дев'ять років свого правління король Візеріс організовує турнір на честь вагітності королеви Емми Аррін, впевнений, що вона народить йому довгоочікуваного спадкоємця. Тим часом Мала рада нехтує попередженням лорда Корліса Веларіона про те, що Триархія, альянс вільних міст Ессоса, загрожує перепинити судноплавні шляхи Вестеросу. Правиця короля, сер Отто Гайтавер, критикує брата та спадкоємця Візеріса, принца Деймона, командира міської варти, за його жорстокість. На турнірі сер Крістон Коул, дорнійський лицар незнатного походження, перемагає Деймона, а Емма помирає під час пологів. Невдовзі помирає і новонароджений син Бейлон. Візеріс відмовляється від прохань ради призначити нового спадкоємця. Та коли сер Отто розкриває, що Деймон глузливо назвав Бейлона «Спадкоємцем на один день», обурений Візеріс виганяє Деймона з Королівської Гавані та призначає свою єдину живу дитину, принцесу Реніру, спадкоємицею Залізного трону. |                                                  |                    |                             |                         |                     |
| 2 | «Принц-пройдисвіт» The Rogue Prince              | Грег Яйтанес       | Раян Кондал                 | 28 серпня 2022          | 2.26                |
| Через шість місяців після того, як Реніру оголосили спадкоємицею, Деймон незаконно окуповує Драконовий Камінь за підтримки вірних йому охоронців міської варти. Коли принц-адмірал Крагас Драгар, відомий як Годувальник крабів, загрожує Крокуючим каменям за наказом Триархії, Реніра пропонує продемонструвати силу. Проте її думка відхиляється. Натомість їй відведено призначення нового лицаря королівської гвардії. Нехтуючи порадами інших, вона вибирає сера Крістона, єдиного лицаря з реальним бойовим досвідом. Дочка сера Отто, леді Алісента, приватно втішає Візеріса після смерті його дружини; вона радить йому та Ренірі обговорити його королівський обов'язок одружитися повторно. Лорд Корліс та його дружина, принцеса Реніс, пропонують Візерісу об'єднати їхні валірійські доми шляхом шлюбу з їхньою дванадцятирічною дочкою Лаєною. Тим часом Мала рада дізнається, що Деймон, який проголосив себе справжнім спадкоємцем, викрав яйце дракона і має намір одружитися зі своєю коханкою Місарією як другою дружиною. Сер Отто та невеликий загін пливуть до Драконового Каменя, щоб забрати яйце. Реніра слідує зі своїм драконом Сіраксом і змушує Деймона відмовитися від своїх заяв і повернути їй яйце. Візеріс оголошує, що він одружиться з леді Алісентою, чим розлючує лорда Корліса, який потім шукає Деймона, щоб запропонувати союз. |                                                  |                    |                             |                         |                     |
| 3 | «Другий від його імені» Second of His Name       | Грег Яйтанес       | Гейб Фонеска та Раян Кондал | 4 вересня 2022          | 1.75                |
| Минуло три роки, конфлікти в районі Крокуючих каменів загострилися. Лорд Корліс і принц Деймон борються з Годувальником крабів і його піратами без підтримки Корони, яка залишається нейтральною. Король Візеріс планує велике полювання, щоб відсвяткувати другий день народження Аегона, сина тепер уже королеви Алісенти. Реніра відчуває себе знехтуваною через увагу, яку король постійно приділяє її зведеному братові. Їхні стосунки ще більше погіршуються через те, що Візеріс наполягає аби Реніра вийшла заміж, щоб утворити міцний союз і захистити їхній рід. Один із залицяльників, лорд Джейсон Ланністер, дуже хоче одружитися з Ренірою, хоча вона не зацікавлена. Лорд Стронг рекомендує Ренірі вийти заміж за сера Лаенора Веларіона, сина лорда Корліса, щоб усунути розрив між їхніми домами. За порадою свого брата, Отто Гайтавер спонукає Алісенту переконати короля назвати Ейгона спадкоємцем, зміцнюючи тим владу та престиж Гайтаверів. Король також надсилає допомогу Деймону в Крокуючі камені. Візеріс поступається й каже, що Реніра може вільно обирати собі чоловіка. Тим часом лорд Корліс, його брат Ваемонд і Деймон у супроводі солдатів Дому Веларіон ведуть програшну битву проти воїнів Триархії. Сер Лаенор, верхи на своєму драконі Морському диму, вчасно прибуває та допомагає перемогти воїнів Триархії. Деймон виманює та вбиває Годувальника крабів. |                                                  |                    |                             |                         |                     |
| 4 | «Король Вузького моря» King of the Narrow Sea    | Клер Кілнер        | Іра Паркер                  | 11 вересня 2022         | 1.81                |
| Реніра їде до Штормового кінця, де зустрічає незліченну кількість залицяльників і відмовляє їм усім. Вона повертається до Королівської Гавані саме тоді, коли Деймон повертається на своєму драконі Караксі. Назвавшись «Королем Вузького Моря», Деймон присягає на вірність королю Візерісу і дарує йому свою корону. Коли возз'єднані брати влаштовують бенкет, королева Алісента зустрічається з Ренірою, котра сумує за їхньою дружбою. Пізно вночі Рейніра, переодягнувшись юнаком, вибирається з замку з Деймоном, щоб оглянути Королівську Гавань; вони випивають, відвідують непристойну виставу про королівську родину та відвідують бордель, де Деймон спокушає Реніру, але потім покидає її до того, як вони займуться сексом. Реніра згодом спокушає сера Крістона. Шпигун повідомляє серу Отто про нічну прогулянку Деймона та Реніри. Алісента підслуховує їх і приватно розпитує Реніру, яка заперечує секс з Деймоном. Король гнівається на Деймона, який усе підтверджує та пропонує видати Реніру за нього. Візеріс стверджує, що Деймон хоче узурпувати трон за допомогою шлюбу, а потім висилає свого брата. Щоб уникнути скандалу та зміцнити трон, Візеріс наказує Ренірі вийти заміж за сера Лаенора Веларіона. Візеріс звільняє сера Отто як свою Правицю після того, як Реніра стверджує, що Отто завжди маніпулював королем заради особистої вигоди. Король наказує великому мейстру Меллосу дати Ренірі зілля, що спричинить викидень, якщо вона встигла завагітніти від Деймона. |                                                  |                    |                             |                         |                     |
| 5 | «Ми освітлюємо шлях» We Light the Way            | Клер Кілнер        | Шармен Де Грате             | 18 вересня 2022         | 1.83                |
| У Долині Деймон вбиває свою дружину, леді Рею Ройс. Реніра та сер Леанор Веларіон заручаються, що пом'якшує ставлення лорда Корліса. Розуміючи, що Лаенор гомосексуал, Реніра пропонує все ж виконати свій обов'язок народити спадкоємців, а потім завести коханців; вона відхиляє бажання сера Крістона втекти разом. Перед тим, як покинути Королівську Гавань, сер Отто попереджає королеву Алісенту, що коли Реніра стане повноправною королевою, діти Алісенти будуть загрозою для Корони. Алісента розпитує сера Крістона про Рейніру та Деймона, дізнаючись, що Крістон був коханцем принцеси. Під час промови короля на святковому бенкеті Алісента навмисно входить до зали в зеленій сукні — сигнальному кольорі, що дає Дому Гайтаверів заклик до зброї. Сер Джерольд Ройс протистоїть Деймону, звинувачуючи в смерті Реї — його двоюрідної сестри. Деймон заперечує це і вимагає, щоб він успадкував майно дружини. Коханець Леанора, сер Джоффрі Лонмут, припускає, що Крістон є коханцем Реніри. Коли Джоффрі самовдоволено пропонує охороняти таємниці один одного, Крістон гнівається, сприймаючи його слова як погрозу, і жорстоко вбиває його, чим шокує Леанора та гостей. Рейніра та Лаенор одружуються того ж вечора; після церемонії Візеріс непритомніє. Тим часом Алісента не дає Крістону вчинити самогубство. |                                                  |                    |                             |                         |                     |
| 6 | «Принцеса і королева» The Princess and the Queen | Мігель Сапочник    | Сара Гесс                   | 25 вересня 2022         | 1.86                |
| Минуло 10 років, Реніра народжує свою третю дитину, яку сер Лаенор називає Джоффрі. Королева Алісента відзначає, що волосся немовляти, як і його братів Джекеріса і Люцеріса, коричневе, а не сріблясте, як це притаманно Таргарієнам. Вона тисне на Візеріса, щоб він оголосив їх бастардами без прав спадкоємства, але той відмовляє. Сер Крістон, тепер вірний Алісенті, підбурює сера Гарвіна. Алісента лає Ейгона за те, що він пожартував над його братом Емондом, а потім каже, що він повинен підготуватися до боротьби за трон. Деймон і Лаєна відвідують Ессос з дочками Баелою та Рейною, де принц Пентосу пропонує титул лорда в обмін на союз проти Триархії, яка повернула собі Східні Камені. Після важких пологів Лаена, не взмозі народити, наказує своєму дракону Вхагару спалити її. Щоб укласти мир, Реніра пропонує своєму синові Джакерісу одружитися з принцесою Геленою, донькою Алісенти. Сер Лайонел Стронг пропонує свою відставку з поста правиці короля через чутки про його сина Сера Гарвіна. Король Візеріс відмовляється, але дозволяє йому ненадовго помандрувати до Гарренгала з Гарвіном, який залишиться там. Емоційне прощання сера Гарвіна з Ренірою та її дітьми вказує, що він їхній батько. Алісента каже Ларісу Стронгу, синові Лайонела, що хотіла б, аби її батько все ще був правицею короля. У Гарренгалі сер Лайонел і Гарвін гинуть у пожежі, очевидно організованій Ларісом. Реніра, Леанор та їхні діти переселяються до Драконового Каменя.              |                                                  |                    |                             |                         |                     |
| 7 | «Дрифт» Driftmark                                | Мігель Сапочник    | Кевін Лау                   | 2 жовтня 2022           | 1.88                |
| Король Візеріс і його придворні відвідують похорон Лаени в Дрифтмарку. Реніра та Деймон возз'єднуються та мають фізичну близькість. Візеріс не може помиритися з Деймоном. Принц Емонд вважає Вхагара своїм драконом, що спричиняє сварку з його двоюрідними братами та племінниками, під час якої Люцеріс вирізає Емонду око ножем. Бажаючи відплати, королева Алісента кидається на Люцеріса з валірійським кинджалом Візеріса, щоб виколоти око і йому. Реніра не дозволяє вчинити розправу, але сама отримує поранення. Після заяв про те, що діти Реніри — бастарди, Візеріс постановляє, що будь-хто, хто сумнівається в їхній законності, буде покараний. Правиця короля, Отто Гайтауер пізніше каже Алісенті, що вони переможуть, тоді як Реніра та Деймон об'єднаються проти Алісенти та її прихильників. Щоб продовжити справжній рід Веларіона, принцеса Реніс закликає лорда Корліса передати свій титул їхній онуці Баелі, стверджуючи, що діти, народжені Ренірою, не від Леанора. Сер Карл, як здається, вбиває Лаенора, а Реніс і Корліс вважають, що знайдене обгоріле тіло належить їхньому синові. Тим часом Деймон і Реніра потай одружуються за старою валірійською традицією, щоб продовжити чисту кровну лінію Таргарієнів. Як потім виявляється, Леанор інсенізував свою смерть і таємно втік із Дрифтмарка разом із сером Карлом. |                                                  |                    |                             |                         |                     |
| 8 | «Володар припливів» The Lord of the Tides        | Гіта Васант Патель | Ейлін Шим                   | 9 жовтня 2022           | 1.73                |
| Минуло ще шість років. Корліс Веларіон, лорд Дрифтмарку, важко поранений у битві в Степстоні. Його брат, сер Ваемонд, звертається до Королівської Гавані з проханням визнати його спадкоємцем Корліса замість сина Реніри, незаконно народженого Луцеріса. Реніра та Деймон повертаються до столиці, щоб захистити право Люцеріса на трон. Вони застають короля Візеріса паралізованим, спотвореним і психічно хворим. Королева Алісента та сер Отто Гайтауер фактично контролюють усі королівські справи. Алісента прикриває принца Ейгона, який ґвалтує служницю. Реніра пропонує два шлюби, щоб заручитися підтримкою принцеси Реніс. Вона також благає Візеріса захистити її спадкоємство, цитуючи сон Ейгона Завойовника про обіцяного принца. Сер Ваемонд подає позов до суду. Візеріс, ледве пересуваючись, заходить у тронний зал і оголошує Люцеріса спадкоємцем Дрифтмарка. Коли розлючений Ваемонд засуджує Реніру як блудницю, а її дітей — як бастардів, Деймон обезголовлює його. Під час застілля сім'я намагається залагодити розбіжності. Та після того, як Візеріс покидає палац, Емонд натяками ображає трьох старших синів Реніри, провокуючи бійку. Візеріс, близький до смерті, бурмоче частини сну Ейгона Завойовника, який, на думку Алісенти, стосується їхнього сина Ейгона. Фрейліна Алісенти, Тайла, таємно надає інформацію колишній коханці Деймона, Місарії. |                                                  |                    |                             |                         |                     |
| 9 | «Зелена рада» The Green Council                  | Клер Кілнер        | Сара Гесс                   | 16 жовтня 2022          | 1.56                |
| Після смерті Візеріса Мала Рада планує коронувати принца Ейгона. Сер Крістон вбиває лорда Бісбері, який протестує проти узурпації Рейніри. Лорд-командувач Королівської гвардії Гаррольд Вестерлінг подає у відставку. Сер Отто зволікає з оголошенням про смерть Візеріса, щоб зміцнити позиції ради, і примушує лордів палат до вірності. Принцеса Рейніс, яка відмовилася підтримати Ейгона, потрапляє в полон. Отто наказує братам-королівським гвардійцям серу Ерріку та серу Арріку Каргіллу шукати Ейгона в Королівській Гавані, а Алісента відправляє туди Крістона та принца Еймонда. Місарія, можливо, Білий Хробак, розповідає Отто, де ховається Ейгон. Каргілли знаходять Ейгона всередині Великого Септу, але Крістон і Аемонд забирають його. Лорд Ларіс попереджає Алісенту, що шпигуни Місарії, включаючи Талію, перебувають у Червоній Твердині; Алісента схвалює, щоб Ларіс спалила будинок Місарії. Ейгон опирається тому, щоб стати королем, але Алісента переконує його в протилежному. Тим часом жителів Королівської Гавані зганяють до Драконячої ями, де Отто оголошує про смерть Візериса і коронує Ейгона королем. Після того, як Еррік звільняє Рейніс, вона потрапляє в підземелля Драконячої ями. Осідлавши свого дракона Меліса, вона проникає до зали, спричиняючи спустошення і стикаючись з королівськими узурпаторами; пощадивши їх, вона відлітає на спині дракона. |                                                  |                    |                             |                         |                     |
| 10 | «Чорна королева» The Black Queen                 | Грег Яйтанес       | Раян Кондал                 | 23 жовтня 2022          | 1.85                |
| У Драконовому камені принцеса Рейніс оголошує про смерть короля Візеріса та зраду принца Ейгона, що узурпував трон. Вражена Рейніра передчасно народжує мертву дитину. Деймон, вважаючи, що Візеріс був убитий, закликає до війни. Сер Еррік приносить корону Візеріса, вірні Рейнірі люди визнають її законною королевою. Сер Отто прибуває в Драконовий камінь, щоб повідомити волю Ейгона помилувати Реніру та її дітей; вона не дає Деймону вбити Отто і обіцяє сказати свою відповідь наступного дня. Деймон розгніваний цим, хоча королева пояснює своє рішення утриматися від війни віщим сном Ейгона Завойовника про «пісню льоду та полум'я», що станеться в майбутньому. Реніс переконує лорда Корліса присягнути на вірність «чорній» фракції Рейніри; Деймону бракує військ для оборони Драконового каменю, але він планує надолужити це драконами. Тому він пробуджує великого дракона піснею. Принци Джакеріс і Люцеріс стають посланцями, щоб заручитися підтримкою Домів Аррінів, Старків і Баратеонів. Люцеріс зустрічається з лордом Борросом Баратеоном. Там Емонд вимагає від Люцеріса ока як відплату за втрату свого. Люцеріс тікає на своєму драконі Арраксі, але Емонд переслідує його на набагато більшому Вхагарі. Дракони не слухаються своїх вершників серед грозових хмар. Арракс дихає вогнем на Вхагара, та потім Вхагар несподівано розриває Арракса. Деймон згодом повідомляє Рейнірі про смерть Люцеріса.                                                                  |                                                  |                    |                             |                         |                     |

## Виробництво та прем'єра

### Команда
Шоуранерами першого сезону виступили Раян Кондал та Мігель Сапочник. Кондал також написав сценарії до чотирьох епізодів (до одного у співавторстві з Гейбом Фонсекою). Сценарії до решти епізодів написали Іра Паркер, Чармейн Де Грейт, Сара Гесс (до двох епізодів), Кевін Лау та Ейлін Шим.
Мігель Сапочник, який раніше зняв низку епізодів для «Гри престолів», зрежисував три епізоди, включаючи пілотний. Інші епізоди поставили: Грег Яйтанес і Клер Кілнер — по три епізоди, а також Гіта Пател — один епізод.

### Кастинг
Кастинг розпочався у липні 2020 року. У жовтні 2020 року Патрік Консідайн отримав роль Візеріса I Таргарієна. Раніше Консідайну пропонували роль у «Грі престолів», але він відмовився від неї через елементи містики у серіалі. Раян Кондал в інтерв'ю 2020 заявив, що Консідайн був їх першим вибором на роль Візеріса. До грудня Олівія Кук, Метт Сміт та Емма Д'Арсі отримали ролі Алісент Гайтауер, Деймона Таргарієна та Рейніри Таргарієн відповідно. В інтерв'ю «The Hollywood Reporter» Сміт заявив, що спочатку не наважувався зніматися в приквелі «Гри престолів». Але дізнавшись, що до проекту приєднався Консідайн, Сміт погодився.
У лютому 2021 року до основного складу приєдналися Ріс Іванс, Стів Туссен, Ів Бест та Соноя Мідзуно. У квітні Фаб'єн Франкель отримав роль сіра Крістона Коля. У травні Грем Мак-Тавіш був помічений на знімальному майданчику. У липні 2021 року Емілі Кері та Міллі Алкок отримали ролі юних Алісент Гайтауер та Рейніри Таргарієн, відповідно. Стрибок у часі в середині першого сезону вимагав для кількох персонажів кастингу двох або трьох різних акторів.

### Музика
| #   | Назва                                 | Тривалість |
| --- | ------------------------------------- | ---------- |
| 1.  | «Main Title (from “Game of Thrones”)» | 1:45       |
| 2.  | «The Heirs of the Dragon»             | 2:27       |
| 3.  | «Reign of the Targaryens»             | 1:31       |
| 4.  | «Rhaenyra's Welcome»                  | 1:39       |
| 5.  | «A Pack of Hounds»                    | 2:57       |
| 6.  | «The Tournament»                      | 1:51       |
| 7.  | «An Impossible Choice»                | 1:34       |
| 8.  | «The Rogue Prince»                    | 1:43       |
| 9.  | «The Prince That Was Promised»        | 4:34       |
| 10. | «Compromise and Consequences»         | 2:53       |
| 11. | «The Power of Prophecy»               | 2:36       |
| 12. | «Trouble in the Stepstones»           | 2:25       |
| 13. | «Surrender»                           | 4:14       |
| 14. | «King of the Narrow Sea»              | 6:17       |
| 15. | «Lanterns at Nightfall»               | 5:00       |
| 16. | «Whatever May Come»                   | 2:53       |
| 17. | «House Velaryon»                      | 2:38       |
| 18. | «The Green Dress»                     | 2:50       |
| 19. | «First Dance»                         | 1:05       |
| 20. | «Celebration Dance»                   | 2:14       |
| 21. | «Targaryen Dance»                     | 1:54       |
| 22. | «We Light the Way»                    | 2:47       |
| 23. | «Destiny»                             | 2:56       |
| 24. | «Pass Judgement»                      | 4:20       |
| 25. | «Funeral by the Sea»                  | 3:00       |
| 26. | «Daemon and Rhaenyra»                 | 2:41       |
| 27. | «Aemond Rides Vhagar»                 | 3:10       |
| 28. | «The Hard Truth»                      | 2:31       |
| 29. | «Sealed in Fire and Blood»            | 4:10       |
| 30. | «Protector of the Realm»              | 3:15       |
| 31. | «The Silent Sisters»                  | 3:23       |
| 32. | «The Language of Girls»               | 1:42       |
| 33. | «A Warning»                           | 2:29       |
| 34. | «Lament»                              | 3:26       |
| 35. | «Fate of the Kingdoms»                | 3:25       |
| 36. | «Interests of the Realm»              | 3:52       |
| 37. | «Coronation»                          | 1:14       |
| 38. | «Dragons Will Rule the Kingdom»       | 1:36       |
| 39. | «The Crown of Jaehaerys»              | 3:19       |
| 40. | «Dragons Do Not Fear Blood»           | 1:21       |
| 41. | «Death and Rebirth»                   | 1:36       |
| 42. | «True Meaning of Loyalty»             | 3:16       |
| 43. | «Bloodlines Will Burn»                | 4:25       |
| 44. | «The Promise»                         | 2:11       |

## Сприйняття
Перші відгуки критиків були суперечливими. Рецензенти відзначають, з одного боку, досить високу якість серіалу, а з іншого — деяку одноманітність сюжету і відсутність яскравих персонажів, які запам'ятовуються, що впадає в очі при порівнянні «Дому Дракона» з «Грою престолів». На Rotten Tomatoes, перший сезон отримав рейтинг 84 % на основі 856 відгуків від критиків, із середнім рейтингом 8.0 із 10.
У глядачів перший сезон мав величезний успіх. Завдяки цьому вже після показу першої серії керівництво HBO остаточно вирішило продовжити шоу на другий сезон. Очевидно, успіх першого сезону «Дому Дракона» збільшує ймовірність створення нових спіноффів «Гри престолів», яких налічується принаймні сім.
Дебютний епізод першого сезону був лідером серед нових американських телесеріалів 2022 року, але поступився пілотові серіалу «Король Талси», який зібрав аудиторію в 3,7 млн осіб.